# Serrat Ample (Gavet de la Conca)
El Serrat Ample és una serra del municipi de Llimiana, del Pallars Jussà, just al termenal amb Gavet de la Conca, en el seu antic terme de Sant Salvador de Toló.
Està situat a l'extrem sud-est del terme municipal de Llimiana, i al meridional del de Gavet de la Conca. És a prop i al sud-oest de la Cova Negra de Mata-solana, a migdia del poble de Mata-solana. En el seu extrem sud-oest es troba amb el Serrat Estret.